# Fuente de Cantos
Fuente de Cantos je španělské město situované v provincii Badajoz (autonomní společenství Extremadura).

## Poloha
Obec je vzdálena 80 km od Méridy a 100 km od města Badajoz. Patří do okresu Tentudía a soudního okresu Zafra. Obec leží na římské cestě Vía de la Platě, dnešní národní silnici N-630, a na dálnici A-66.

## Historie
V roce 1842 čítala obec 1 178 usedlostí a 4 500 obyvatel.

## Odkazy

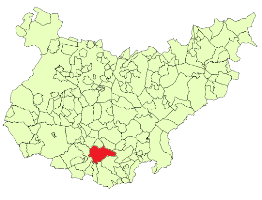
Poloha obce v provincii Badajoz

## Demografie
| Populace obce Fuente de Cantos z let (1842–2010) | Populace obce Fuente de Cantos z let (1842–2010) | Populace obce Fuente de Cantos z let (1842–2010) | Populace obce Fuente de Cantos z let (1842–2010) | Populace obce Fuente de Cantos z let (1842–2010) | Populace obce Fuente de Cantos z let (1842–2010) | Populace obce Fuente de Cantos z let (1842–2010) | Populace obce Fuente de Cantos z let (1842–2010) | Populace obce Fuente de Cantos z let (1842–2010) | Populace obce Fuente de Cantos z let (1842–2010) | Populace obce Fuente de Cantos z let (1842–2010) | Populace obce Fuente de Cantos z let (1842–2010) | Populace obce Fuente de Cantos z let (1842–2010) | Populace obce Fuente de Cantos z let (1842–2010) | Populace obce Fuente de Cantos z let (1842–2010) | Populace obce Fuente de Cantos z let (1842–2010) | Populace obce Fuente de Cantos z let (1842–2010) | Populace obce Fuente de Cantos z let (1842–2010) |
| ------------------------------------------------ | ------------------------------------------------ | ------------------------------------------------ | ------------------------------------------------ | ------------------------------------------------ | ------------------------------------------------ | ------------------------------------------------ | ------------------------------------------------ | ------------------------------------------------ | ------------------------------------------------ | ------------------------------------------------ | ------------------------------------------------ | ------------------------------------------------ | ------------------------------------------------ | ------------------------------------------------ | ------------------------------------------------ | ------------------------------------------------ | ------------------------------------------------ |
| 1842                                             | 1857                                             | 1860                                             | 1877                                             | 1887                                             | 1897                                             | 1900                                             | 1910                                             | 1920                                             | 1930                                             | 1940                                             | 1950                                             | 1960                                             | 1970                                             | 1981                                             | 1991                                             | 2001                                             | 2010                                             |
| 4 500                                            | 6 386                                            | 6 467                                            | 7 066                                            | 7 593                                            | 7 928                                            | 8 507                                            | 9 440                                            | 10 551                                           | 11 006                                           | 10 982                                           | 10 027                                           | 8 941                                            | 5 967                                            | 5 472                                            | 5 130                                            | 5 057                                            | 5 048                                            |